# Parafia Chrystusa Miłosiernego w Inowrocławiu
Kościół Chrystusa Miłosiernego w Inowrocławiu – jeden z 9 kościołów w dekanacie inowrocławskim I, w archidiecezji gnieźnieńskiej.

## Rys historyczny
Parafia powstała 17 października 1993. Do lata 2006 msze święte sprawowano w tymczasowej kaplicy wybudowanej w 1994. Kościół parafialny konsekrował 18 października 2008 metopolita gnieźnieński ks. abp Henryk Muszyński. 

## Proboszczowie
- ks. kan. Paweł Kowalski – proboszcz (od 1993)

## Grupy parafialne
Matki Żywego Różańca, Towarzystwo św. Wojciecha, Krąg Rodzin Domowego Kościoła, Katolickie Stowarzyszenie Młodzieży, Liturgiczna Służba Ołtarza, Stowarzyszenie Wspierania Powołań Kapłańskich

## Dokumenty
Księgi metrykalne: 
- ochrzczonych od 1993 roku
- małżeństw od 1994 roku
- zmarłych od 1993 roku

## Zasięg parafii
Do parafii należą wierni z Inowrocławia, mieszkający przy ulicach o nazwach: Aleja Niepodległości do końca i domki, Al. 800-lecia, Tadeusza Chęsego (dawna Iwana Alejnika), Asnyka, Błażka 8 i 10, Budowlana, Cicha, Czaplickiego, Cymsa, Ks. Władysława Demskiego, Emilii Plater 8 i 9, Gałczyńskiego, Gruszczyńskiego, Janickiego, Prezydenta Apolinarego Jankowskiego, Jaworskiej 12 i 14, Kiełbasiewicza 9 i 11, Kochanowskiego, Kosidowskiego, Kraszewskiego, Czesława Miłosza (dawna Leona Kruczkowskiego) ,Leśmiana, Mickiewicza, Norwida, Orzeszkowej, ppłk. Józefa Owczarskiego, Poznańska 100-194, 59 Pułku Piechoty, Prusa, Reja, płk. Witolda Roszkowskiego, Słowackiego, Weyssenhoffa, Justyny Wichlińskiej, Wspólna, Wyspiańskiego, Boya-Żeleńskiego, Żeromskiego.